# Onthophagus thomsoni
Onthophagus thomsoni är en skalbaggsart som beskrevs av Bates 1888. Onthophagus thomsoni ingår i släktet Onthophagus och familjen bladhorningar. Utöver nominatformen finns också underarten O. t. malawiensis.